# Strychnos nitida
Strychnos nitida là một loài thực vật có hoa trong họ Mã tiền. Loài này được G. Don miêu tả khoa học đầu tiên năm 1837.